# El Fadjr El Djadid
El Fadjr El Djadid abrégé PFJ (en français : Nouvelle aube) est un parti politique algérien créé en 2012. Il est dirigé par Tahar Benbaibeche.
Le parti apporte son soutien au référendum constitutionnel algérien de 2020.

## Résultats électoraux

### Élections législatives
| Année | Résultats | Résultats | Sièges  | Rang |
| Année | Voix      | %         | Sièges  | Rang |
| ----- | --------- | --------- | ------- | ---- |
| 2012  | 132 492   | 1,42      | 5 / 462 | 12e  |
| 2017  | 82 993    | 1,28      | 1 / 462 |      |
| 2021  | 7 433     | 0,16      | 2 / 407 | 10e  |

### Élections sénatoriales
| Année | Résultats | Résultats | Sièges  | Rang |
| Année | Voix      | %         | Sièges  | Rang |
| ----- | --------- | --------- | ------- | ---- |
| 2015  |           |           | 1 / 144 |      |
| 2018  |           |           | 1 / 144 | 5e   |
| 2022  |           |           | 2 / 174 |      |